# Cementerio de Sleepy Hollow

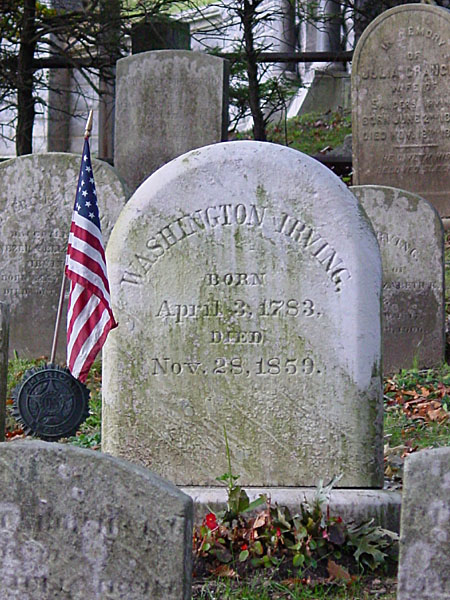
Lápida de Washington Irving.

El cementerio de Sleepy Hollow, en Sleepy Hollow, Nueva York es el lugar de descanso final para numerosas figuras famosas, entre ellas Washington Irving, cuyo relato La leyenda de Sleepy Hollow se sitúa en el cementerio adyacente, llamado Old Dutch Burying Ground. Originalmente el cementerio se llamaba Tarrytown Cemetery, pero pasó a llamarse Sleepy Hollow Cemetery para hacer honor póstumo a Irving.